# Alma Weiss
Alma Weiss (* 12. Mai 1907 in München; † 24. März 2001 in Mobile (Alabama)) war eine deutsch-amerikanische Pianistin und Opfer der nationalsozialistischen Judenverfolgung.

## Biographie

### Familie und Ausbildung
Alma Weiss, nach Eheschließung Alma Fisher, wurde am 12. Mai 1907 in eine wohlhabende jüdische Familie in München geboren. Ihre Eltern waren der Kaufmann Moritz Weiss († 19. April 1936 in München) und Vilma Löbl († 1942 in Auschwitz). Alma Weiss besuchte von 1913 bis 1917 die Volksschule und anschließend für sechs Jahre das Lyzeum in München. Danach machte sie auf Wunsch ihres Vaters an der dem Lyzeum angegliederten Handelsschule eine einjährige betriebswirtschaftliche Ausbildung. Im September 1926 begann sie in der Klavierklasse der Staatlichen Akademie der Tonkunst in München ein Musikstudium beim Pianisten und Komponisten Walther Lampe. 1927 legte sie das Staatsexamen mit der Note 1 ab und war bis 1932 Meisterschülerin von Walther Lampe, an dessen Institut sie anschließend als Praktikantin arbeitete. Alma Weiss beherrschte neben Deutsch auch Englisch, Französisch und Italienisch. Nach der Machtergreifung der Nazis 1933 musste sie ihr Studium beenden. In einem Lebenslauf, den sie 1938 für einen Visaantrag für die USA erstellt hatte, schreibt sie:
„Durch die Umstellungen im Jahre 1933 wurde mein Studium beendet, und ich arbeitete noch kurze Zeit privat bei Herrn Prof. Lampe weiter. (…) Nach meinem Austritt aus der Akademie studierte ich alleine weiter, gab Musikunterricht, praktisch und theoretisch und konzertierte im Rahmen der Jüdischen Kulturbünde.“

In einem Interview kurz vor ihrem Tod im Jahre 2001 sagte sie zu Lampes damaligem Verhalten:
„Dann kam eines Tages mein Lehrer und sagte, ich müsse einen Brief schreiben – was für einen Lehrer sehr seltsam war, aber sein Charakter war einfach nicht groß genug für die damalige Zeit – einen Brief, in dem ich meinen Rücktritt wegen gesundheitlicher Probleme erklären sollte. Ich hätte es nicht getan, wenn mein Lehrer, den ich verehrte und bewunderte, es mir nicht gesagt hätte.“

1935 startete Alma Weiss eine Konzerttournee mit dem Komponisten Stefan Frenkel, der zu diesem Zeitpunkt Konzertmeister der Metropolitan Opera in New York City war. 1938 hatte sie ein Konzert mit dem österreichischen Dirigenten Julius Prüwer und dem Symphonieorchester des Jüdischen Kulturbundes Frankfurt am Main.

### Leben in der Illegalität
Alma Weiss hatte kein US-Visum erhalten. Vor dem Krieg hatte sie sich mit einem jungen Flieger der Deutschen Luftwaffe angefreundet, der kein Jude war. Sie verlobten sich, obwohl in den Nürnberger Gesetzen von 1935 die Heirat zwischen Juden und Nicht-Juden für ungesetzlich erklärt worden war. Sie trafen sich heimlich und waren darauf angewiesen, dass Freunde sie schützten. Einer dieser Freunde war der Maler Franz Herda. Der Journalist Kurt R. Grossmann nennt in seinem Buch Die unbesungenen Helden. Menschen in Deutschlands dunklen Tagen einige Personen, denen Herda geholfen hat:

„Etwa die mittellose, jüdische Pianistin Alma Weiss, der Herda zu den 6500 Reichsmark verhilft, die rechtmäßig ihr gehörten, die jedoch von der Gestapo beschlagnahmt worden waren. Der Betrag stammte aus der Versteigerung eines Defregger-Bildes, das ein in die USA ausgewanderter jüdischer Freund Alma überlassen hatte. Mit einer List schafft Herda es vorzutäuschen, dass der Defregger sein Eigentum war. Die Deutsche Bank händigt ihm das Geld aus, das er dann Alma Weiss übergeben kann.“

Beim deutschen Überfall auf Polen am 1. September 1939 war Alma Weiss in München. Die Mutter und der Bruder ihres Verlobten besuchten sie dort und überzeugten sie, aus Sicherheitsgründen die Stadt sofort zu verlassen und mit ihnen auf ihr Landgut zu kommen, wo sie mehrere Monate blieb. Hier fanden bald weitere Juden Zuflucht, bis die Nachbarn in der Umgebung feststellten, dass dort Leute versteckt wurden. Da nun der Aufenthalt dort auch unsicher war, ging Alma Weiss Anfang 1940 zurück nach München und lebte fortan in einer Pension. Sie sah, wie überall in ihrer Umgebung Juden aus ihren Häusern geholt und verschleppt wurden.
Als es auch für sie gefährlich wurde, erinnerte sie sich an ein Versprechen, das ihr als Schülerin die Mutter von Eva Braun gegeben hatte. Deren Vater war Almas Lehrer in der ersten Klasse. Alma kannte Eva Braun, da ihre Familie in der Nachbarstraße wohnte. Alma Weiss fragte Brauns Mutter, ob sie etwas für sie tun könnte, und erhielt die Antwort: „Leider kann ich für keinen Juden etwas tun.“

### Verhaftung und Deportation
Mitte 1941 wurde Alma Weiss verhaftet und musste Zwangsarbeit in einer Telefonfabrik leisten. Damit unterstand sie dem Kommando der SS und wurde 1942 nach Auschwitz deportiert. Über ihre Ankunft in Auschwitz sagte sie im Interview:

„Als wir in Auschwitz ankamen, nahmen sie uns alles weg, Kleider, Schuhe. Wir waren nackt. Sie rasierten uns die Haare und tätowierten uns den Arm. Man spürt nichts, weil man so taub ist. Völlig gelähmt. Man kann nicht begreifen, dass das wahr sein kann.“

Aufgrund ihrer kaufmännischen Ausbildung wurde Alma Weiss in der Registratur des KZs eingesetzt. Sie lebte wie die anderen Gefangenen in einer der KZ-Baracken und musste sich jeden Morgen im Büro melden. Sie war einer Gruppe anderer weiblicher Gefangener zugeteilt, deren Aufgabe es war, die grausamen Fakten der Tötungsmaschinerie von Auschwitz zu dokumentieren. Diese Arbeit hat Alma Weiss vor dem Tod durch das Gas gerettet.
Kurz vor der Befreiung von Auschwitz durch die Rote Armee am 27. Januar 1945 wurde das Lager geräumt und die 58.000 Insassen von den SS-Mannschaften ab dem 20. Januar 1945 zu Fuß Richtung Deutschland getrieben. Tausende Häftlinge starben unzureichend gekleidet und unterernährt an Erschöpfung. Alma Weiss überlebte den Todesmarsch und wurde anschließend für einige Tage im Frauen-KZ Ravensbrück interniert. Als die Rote Armee sich in der Schlacht um Berlin der Reichshauptstadt näherte, wurde auf Himmlers Anordnung nun auch das KZ Ravensbrück geräumt. Über 20.000 Häftlinge wurden zu Fuß Richtung Nordwesten getrieben. Auf diesem Marsch herrschte Chaos. Da die SS-Wachen nun ihre eigene Gefangennahme befürchteten, überließen sie die Häftlinge sich selbst, warfen ihre Uniformen weg und flohen. Alma Weiss und andere ergriffen die Flucht. Im Interview sagte sie dazu:

„Wir gingen in verlassene Häuser, öffneten die Türen, gingen hinein, schliefen und versuchten, uns zu ernähren. Wir gruben Kartoffeln aus der Erde und aßen sie roh. Die Russen kamen und gingen glücklicherweise nach einer Weile wieder. Dann kamen die Amerikaner.“

### Nachkriegszeit
Nach dem Sieg der Alliierten machte sich Alma Weiss auf den Weg zurück nach München. Dort erfuhr sie zunächst, dass auch ihre Mutter 1942 deportiert wurde, und später wusste sie, dass auch sie in Auschwitz ermordet worden war. Alma Weiss besuchte dann die Familie ihres Verlobten auf dem Landgut. Hier erfuhr sie, dass ihr Verlobter im Krieg gefallen war.
Alma Weiss erhielt direkt nach dem Krieg in München eine Stelle im Öffentlichen Dienst, aber sie konnte nicht mehr in Deutschland leben. Bald darauf ging sie als „Displaced Person“ im Sinne des Truman Act, der Holocaust-Überlebenden die Einwanderung in die USA zusicherte, an Bord eines Schiffes Richtung New York. Dort lernte sie schon am ersten Abend bei einer Einladung Münchener Freunde ihren späteren Ehemann Tony Fisher kennen, einen Holocaust-Überlebenden aus Jugoslawien, dem 1940 die Flucht in die USA gelungen war. Sie zogen nach Mobile in Alabama und heirateten. Am 1. Mai 1951 erhielt Alma Weiss die US-amerikanische Staatsbürgerschaft. Ihr Ehemann Tony Fisher verstarb 1991. Alma Weiss konnte ihre musikalische Karriere in den USA fortsetzen. Sie trat bei vielen Konzerten als Pianistin und auch als Solistin auf.